# Белевич, Алексей Устинович
Алексе́й Усти́нович Беле́вич (18 декабря 1854 — 15 марта 1919, Москва) — русский архитектор.

## Биография
В 1875 окончил Строгановское училище, в 1881 — Московское училище живописи, ваяния и зодчества со званием званием классный художник архитектуры.
С 1882 по июль 1900 года — архитектор Московской Покровской общины. Одновременно работал в Санкт-Петербургском страховом обществе. В 1894 назначен участковым архитектором, в 1898 — архитектором Московского попечительного о бедных комитета, в 1908 — архитектором особых поручений при Московском городском кредитном обществе.

## Проекты и постройки
- Планировка сада «Эрмитаж» (1894, Москва, Каретный Ряд);
- Церковь Сергия Радонежского при Лепёхинской лечебнице (1887, Москва, Лепёхинский тупик, 3);
- Офицерский корпус жандармских казарм (1900, Москва, 2-й Колобовский переулок,1);
- Молельня на Еврейском кладбище (Москва, ок.1905, не сохранилась);
- Перестройка дома под гимназию (1890, Москва, улица Маросейка, 13);
- Перестройка Орловской лечебницы (1890-е, Москва, Яузский бульвар, 2, во дворе);
- Здание типографии (1880-е, Екатеринослав);
- Колокольня (деревянная) при церкви Гребневской иконы Божией Матери в поселке Клязьма (1906, не сохранилась).[1]